# Provisional Irish Republican Army
La Provisional IRA (Irish Republican Army, Esercito Repubblicano Irlandese), in gaelico Oglaigh na hÉireann (che letteralmente significa Volontari d'Irlanda), è stata un'organizzazione paramilitare terroristica che si batteva per la fine della presenza britannica in Irlanda del Nord e la riunificazione con la Repubblica d'Irlanda (Éire).

## Storia
La Provisional IRA (PIRA) nasce tra il 1969 e il 1970 con la scissione dall'IRA (chiamata da allora in poi Official IRA) di alcuni elementi critici verso la leadership, accusata di non essere stata in grado di difendere i quartieri cattolici di Belfast quando, nell'agosto 1969, vennero attaccati da gruppi di estremisti protestanti spalleggiati da reparti della Royal Ulster Constabulary (RUC), la polizia dell'Ulster al 90% protestante, e centinaia di famiglie dovettero abbandonare le proprie case date alle fiamme.
Fino ai primi mesi del 1971 la PIRA si occupò principalmente di difendere i quartieri cattolici delle principali città dell'Irlanda del Nord (Belfast e Derry) e di addestrare le reclute che volevano entrare nell'organizzazione; dopo questa fase iniziò una vera e propria offensiva militare contro le truppe britanniche, attaccate quotidianamente sia nelle aree urbane sia nelle zone rurali (specialmente nelle aree di East Tyrone e South Armagh), e contro i cosiddetti "obiettivi economici", come pub, ristoranti e fabbriche, che venivano fatti saltare in aria con regolare frequenza.

A peggiorare le cose erano gli attacchi dei gruppi paramilitari protestanti (in particolare UFF, nome usato dall'UDA, organizzazione legale, e UVF), che colpivano in prevalenza cittadini cattolici che non avevano nulla a che fare con la PIRA, e che contribuirono a trasformare l'Irlanda del Nord (in particolare Belfast, Derry e la zona di confine del South Armagh) nel territorio più militarizzato dell'Europa Occidentale. 

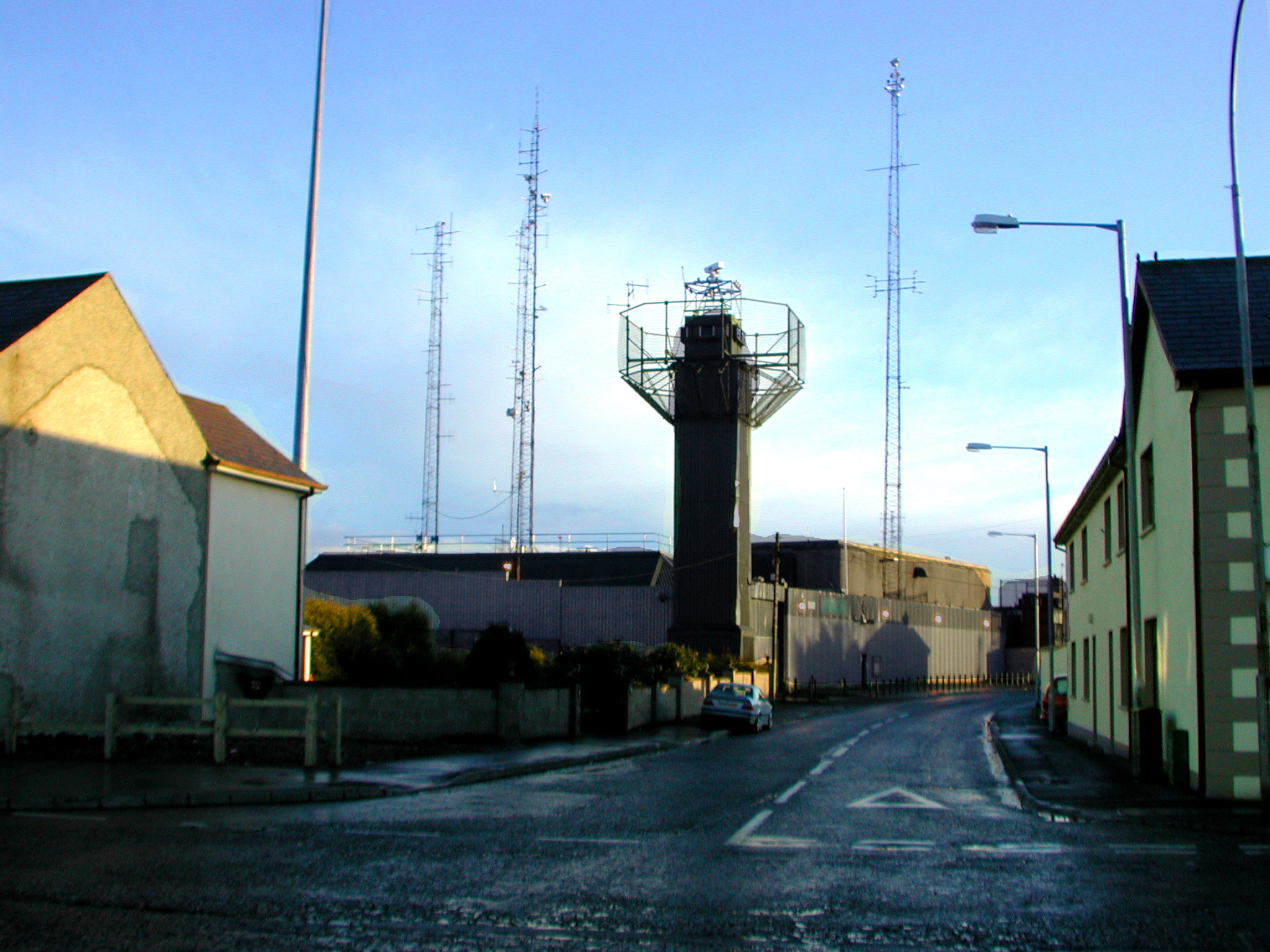
Base fortificata congiunta dell'esercito britannico e della RUC a Crossmaglen, South Armagh

Dopo tre anni tremendi (il 1972 resterà l'anno con più morti di tutto il conflitto) alla fine del 1974 la PIRA, in seguito a colloqui segreti con emissari del governo britannico, decise di dichiarare una tregua, durata alcuni mesi, durante la quale i paramilitari protestanti uccisero decine di cattolici tentando di trascinare la PIRA in un vortice di omicidi settari. Terminata la tregua la vecchia dirigenza della PIRA venne rimpiazzata da elementi più giovani (tra i quali Gerry Adams e Martin McGuinness), che si erano opposti alla tregua sin dall'inizio e che iniziarono a riorganizzare la PIRA e a teorizzare la necessità di una "guerra di lunga durata".
Gli effetti di questa riorganizzazione divennero evidenti a tutto il mondo il 27 agosto 1979: al mattino la PIRA, al largo di Mullaghmore (Eire), fece saltare in aria la barca di Lord Louis Mountbatten, cugino della regina del Regno Unito, uccidendolo con altre 3 persone, mentre il pomeriggio, due esplosioni ravvicinate causarono la morte di 18 soldati britannici a Warrenpoint, nella contea di Down. La sera stessa, a Belfast, lungo la Falls Road, l'arteria stradale sulla quale si affacciano i quartieri cattolici di West Belfast, comparve la scritta 13 gone and not forgotten, we got 18 and Mountbatten e cioè "i 13 non sono stati dimenticati, ne abbiamo beccati 18 e Mountbatten" (riferendosi ai 13 morti del Bloody Sunday uccisi dal Reggimento Paracadutisti, lo stesso dei soldati morti a Warrenpoint).
Dopo due anni trascorsi nella solita routine di bombe, omicidi e attentati, all'inizio del 1981 la PIRA tornò di nuovo all'attenzione del mondo quando i suoi prigionieri rinchiusi nel carcere di Long Kesh decisero di intraprendere uno sciopero della fame per riottenere lo status di "prigionieri politici" che il governo britannico aveva abolito nel 1976. Il 1º marzo Bobby Sands, di Belfast, iniziò il digiuno che l'avrebbe ucciso 66 giorni dopo, non prima di essere eletto al Parlamento britannico in una elezione suppletiva nel collegio elettorale di Fermanagh-South Tyrone. Il suo corteo funebre venne seguito da circa 100.000 persone.
Nel corso dello sciopero, durato fino al 3 ottobre 1981, altri nove detenuti (6 della PIRA e 3 dell'INLA, un'altra organizzazione repubblicana) seguirono Sands nella tomba. Lo sciopero fu un'occasione di grandissima propaganda per la PIRA e per il Sinn Féin, suo braccio politico, mentre nel mondo intero si moltiplicarono gli appelli al primo ministro Margaret Thatcher ad essere meno inflessibile e a trovare un compromesso con i detenuti, ma invano. Da allora la Thatcher diventò l'obiettivo principale della PIRA che, nell'ottobre 1984, quasi riuscì ad ucciderla quando fece esplodere una bomba nel Grand Hotel di Brighton dove si stava svolgendo il congresso del suo partito.

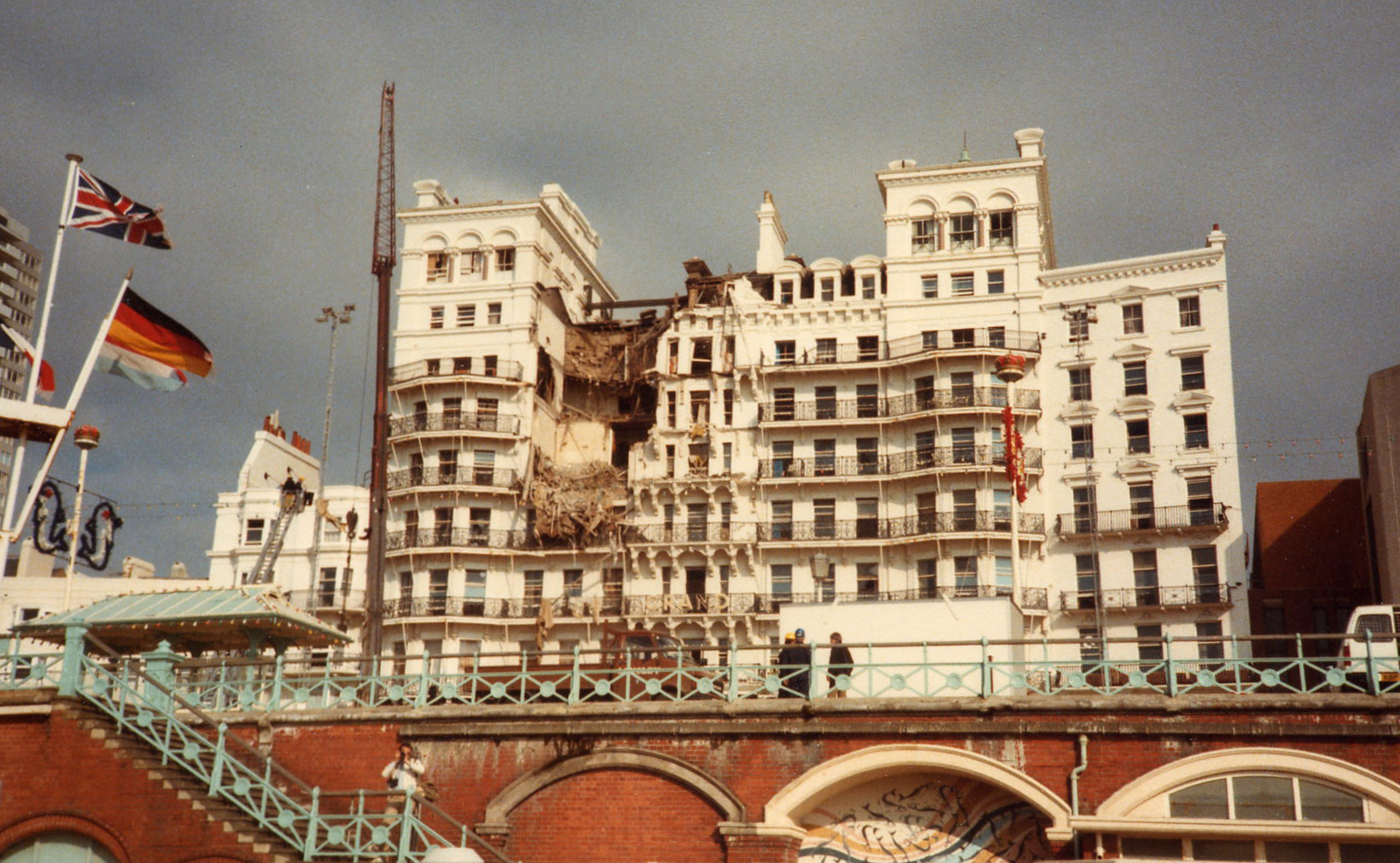
L'hotel il mattino dopo l'esplosione

La notte del 12 ottobre 1984 un membro del Provisional IRA, Patrick Magee, fece detonare una bomba da 50 chilogrammi all'interno del Grand Hotel di Brighton. All'interno dell'hotel si stava svolgendo in quei giorni la convention nazionale del Partito Conservatore, guidato in quegli anni dal primo ministro Margaret Thatcher. Proprio il Primo Ministro era l'obbiettivo principale dell'attentato, che però usci fortunosamente illesa dall'esplosione. A seguito della detonazione cinque persone persero la vita ed altre 30 rimasero ferite, tutte appartenenti al Partito Conservatore. Per portare a termine l'attentato Patrick Magee, sotto falso nome, aveva preso una stanza nell'hotel durante la settimana della convention, ed aveva nascosto la bomba (dotata di timer) all'interno del bagno della sua camera. La stanza di Magee si trovava esattamente in direzione della suite della Thatcher, posizionata cinque piani sopra di lui.
La bomba esplose alle ore 02:54 di notte, e fece crollare una porzione dell'hotel di circa cinque piani. I pompieri intervenuti sostennero che molte vite erano state salvate perché l'edificio del Grand Hotel (di epoca vittoriana) era molto solido e dalle mura spesse. L'esplosione distrusse totalmente il bagno della suite di Margaret Thatcher, ma lasciò intatte la camera da letto ed il piccolo salottino. Subito dopo l'esplosione il Primo Ministro, assieme al marito e a una collaboratrice, furono trasferite per ragioni di sicurezza all'interno di una stazione di Polizia della città di Brighton. Per volontà della Thatcher la mattina dopo, nonostante l'attentato, la convention si svolse regolarmente alle ore 09:30.

L'IRA la mattina seguente rivendicò la propria responsabilità nell'attentato mediante una telefonata alla sede nazionale dell'Agenzia di stampa Associated Press, assicurando che avrebbe provato nuovamente ad uccidere il Primo Ministro. L'uomo che telefonò aggiunse inoltre che: "Si è voluto stanotte colpire l'intero gabinetto britannico ed i guerrafondai del Partito Tory. Il Primo Ministro Margaret Thatcher si renderà ora conto che non può invadere il nostro paese, uccidere la nostra gente e torturare gli irlandesi pensando di passarla liscia. Oggi siamo stati sfortunati, ma ricordate: a noi basta essere fortunati una volta sola, mentre a voi serve essere fortunati sempre". 

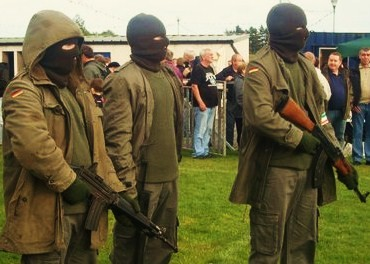
Militanti della PIRA durante una rievocazione storica

La capacità militare della PIRA aumentò notevolmente verso la fine degli anni ottanta grazie al sostegno della Libia di Muʿammar Gheddafi che, come risposta alla partecipazione britannica al bombardamento di Tripoli del 1986, rinnovò i suoi contatti con la PIRA risalenti ai primi anni settanta e inviò in Irlanda almeno 4 navi cariche di armamenti moderni (tra cui alcune tonnellate di esplosivo plastico Semtex). Per contro le forze di sicurezza britanniche, in particolare gli uomini dello Special Air Service (SAS), e i gruppi paramilitari protestanti avevano aumentato la pressione sulla PIRA che, dal 1987 al 1992, perse, per mano dell'esercito britannico, del SAS, dell'UFF e dell'UVF o a causa di esplosioni premature, 52 dei suoi membri (27 nella sola contea di Tyrone).
La situazione era in una fase di stallo in cui era chiaro che né la PIRA né l'esercito britannico erano in grado di vincere militarmente. Cominciarono allora dei colloqui segreti tra la PIRA e il governo britannico, che si intensificarono dopo che tra il 1992 e il 1993 la PIRA fece esplodere due bombe di elevata potenza nel centro di Londra causando danni per centinaia di milioni di sterline. Il 31 agosto 1994 la PIRA annunciò la "completa cessazione delle operazioni militari" e, quando il 13 ottobre venne emulata dai paramilitari protestanti, la pace sembrò a portata di mano. Il 9 febbraio 1996 però la PIRA, insoddisfatta dei progressi del processo di pace, ruppe la tregua facendo esplodere una bomba a Canary Wharf, nella zona dei Docks di Londra e il conflitto riprese, sebbene meno intenso.
Nel maggio 1997 il Partito Laburista di Tony Blair vinse le elezioni nel Regno Unito dopo 18 anni di governi conservatori e si aprirono nuove prospettive per la questione nordirlandese. Il 19 luglio 1997 la PIRA annunciò un'altra tregua, anche se questa volta dovette affrontare la scissione di alcuni elementi dell'organizzazione contrari alla sospensione delle operazioni militari. Questo gruppo, guidato dall'ex Quartiermastro Generale, Micky McKevitt, divenne noto con il nome di Real IRA e, prima di essere decimato dagli arresti, si rese responsabile della strage di Omagh, nell'agosto 1998, in cui un'autobomba uccise 29 persone.
Dopo mesi di colloqui, promossi dal premier britannico Blair e da quello irlandese Bertie Ahern, il 10 aprile 1998 i delegati dei partiti nordirlandesi, tra cui quelli che rappresentavano i paramilitari, e cioè il Sinn Féin, il Progressive Unionist Party (PUP), braccio politico dell'UVF e l'Ulster Democratic Party (UDP), rappresentante l'UDA/UFF, firmarono l'Accordo del Venerdì Santo (Good Friday Agreement) che prevedeva la costituzione di un governo misto tra protestanti e cattolici in proporzione ai risultati elettorali e, cosa che stava particolarmente a cuore ai paramilitari, la liberazione entro 3 anni di tutti i detenuti appartenenti alle organizzazioni che avevano sottoscritto l'accordo. Da allora, a parte alcuni episodi, generalmente circoscritti al periodo estivo in cui si svolgono le tradizionali marce dei protestanti per ricordare la vittoria sui cattolici di Guglielmo III d'Inghilterra nel 1690, l'Irlanda del Nord vive un periodo abbastanza pacifico (considerato il livello di violenza del periodo dei Troubles).
La PIRA, che considererebbe la consegna dei suoi arsenali come una resa ai britannici, a partire dal 2001 ha fatto ispezionare periodicamente i suoi depositi di armi ad una commissione internazionale che aveva l'obbligo di verificare che le armi in essi contenute non fossero state usate. Infine, nel 2005, con un comunicato letto da Séanna Walsh, ex blanketman (come vengono chiamati coloro che avevano partecipato alla blanket protest che sfociò negli scioperi della fame), amico di Bobby Sands e già OC (Officer Commanding, il comandante) dei detenuti dell'IRA a Long Kesh, la Provisional IRA si è detta pronta a distruggere tutte le sue armi e ha annunciato la fine della lotta armata e, pur affermando di non voler sciogliere l'organizzazione, ha dichiarato di voler usare mezzi esclusivamente pacifici per arrivare al suo obiettivo finale, la riunificazione delle sei contee del Nord con la Repubblica d'Irlanda.
Dalla Provisional IRA e dal Sinn Féin nel 1986 si era staccato un piccolo gruppo di dissidenti, contrari alla decisione del Sinn Féin (approvata anche dall'IRA) di presentarsi alle elezioni nell'Eire. I dissidenti, guidati da Ruairi Ó Bradaigh (Rory Brady) e Daithi Ó Conaill (David O'Connell), capi storici della Provisional IRA e del Sinn Féin, diedero vita, oltre che a un partito, il Republican Sinn Féin, anche a un braccio armato, chiamato CIRA (Continuity Irish Republican Army) che rimane fermo sul punto di continuare la lotta contro le forze britanniche finché l'Irlanda non sia completamente libera.

## Struttura
Al vertice della PIRA c'è il Consiglio dell'Esercito (Army Council), formato da 7 persone elette dall'Esecutivo (Army Executive), composto da 12 persone elette tra tutti i membri della PIRA nel corso dell'Assemblea Generale (General Army Convention), che riunisce i delegati di tutte le unità della PIRA.
Il Consiglio dell'Esercito ha il compito di decidere la strategia dell'organizzazione e di nominare il Capo di Stato Maggiore (Chief of Staff), colui che ha il compito di guidare materialmente l'organizzazione secondo le linee decise dal Consiglio.
Per far ciò il Capo di Stato Maggiore nomina un suo Stato Maggiore del Quartier Generale (GHQ Staff, General Headquarters Staff) composto, oltre che da lui stesso e dall'Aiutante Generale (Adjutant General), il suo vice, dai capi dei dipartimenti in cui è divisa l'organizzazione e che sono:
- Operazioni (Operations)
- Quartiermastro (Quartermaster)
- Genio (Engineering)
- Servizi Segreti (Intelligence)
- Finanze (Finance)
- Addestramento (Training)
- Sicurezza Interna (Internal Security)
- Pubbliche Relazioni (Public Relations)

Al di sotto del Quartier Generale la PIRA si divide in due: Comando Nord (Northern Command), comprendente le 6 contee dell'Irlanda del Nord e le 5 contee di confine dell'Eire (la cosiddetta "zona di guerra"), che ha la responsabilità effettiva di pianificare e condurre le operazioni militari e Comando Sud (Southern Command), comprendente le restanti 21 contee irlandesi, la cui attività si può ricondurre principalmente a:
- allestimento e sorveglianza dei depositi di armi dell'organizzazione
- creazione di "fabbriche" preposte a preparare gli armamenti "fatti in casa" della PIRA (mortai e soprattutto il micidiale mix di fertilizzanti usato per le bombe)
- allestimento di campi per l'addestramento dei volontari

Sia il Comando Nord che il Comando Sud hanno un proprio stato maggiore. Il Comando Nord è ulteriormente ripartito in brigate, di cui le più numerose ed importanti sono quelle che coprono le zone dove si svolge la maggioranza delle operazioni e cioè Belfast, Derry, Tyrone e South Armagh. La Brigata Belfast (Belfast Brigade), la più numerosa in assoluto, è divisa in 3 battaglioni che coprono le diverse zone della città:
- Primo Battaglione: copre le zone di Andersonstown, Turf Lodge, Lenadoon e Upper Falls Road
- Secondo Battaglione: copre le zone di Ballymurphy, Clonard, Beechmount, Saint James e Lower Falls Road
- Terzo Battaglione: copre le zone di Ardoyne, New Lodge, Markets, Lower Ormeau e Short Strand

Al di sotto delle Brigate, infine, si trovano le cosiddette ASU (Active Service Units, Unità in Servizio Attivo), ovverosia le cellule di 4-6 membri introdotte dalla riorganizzazione del 1977-78 per minimizzare i danni che eventuali informatori o infiltrati avrebbero potuto causare all'organizzazione.